# 물메초등학교
물메초등학교는 대한민국 제주특별자치도 제주시 애월읍 수산리에 있는 공립 초등학교이다.

## 학교 연혁
- 1968년 8월 14일 물메국민학교 설립 인가
- 1969년 3월 3일 개교(3학급)
- 1972년 3월 1일 6학급 편성
- 1979년 12월 10일 물메 상징탑 건립
- 1984년 3월 5일 병설유치원 개원(1학급)
- 1991년 9월 17일 3개 교실 증축
- 1993년 5월 20일 농어촌 급식학교 지정
- 1994년 2월 5일 특별교실 증축, 화장실 개축, 급식소 신축
- 1996년 3월 1일 물메초등학교로 명칭 변경(5학급 편성)
- 1998년 3월 1일 6학급 편성
- 1999년 3월 13일 유치원 건물 신축
- 1999년 10월 18일 본관 및 유치원 비가림 시설
- 2000년 9월 18일 10개 교실 수리, 화장실 및 특별실 증축
- 2003년 8월 31일 진입로 및 우천도로 정비, 난방시설 완비
- 2005년 2월 28일 운동장 확장 및 정비
- 2006년 10월 31일 다목적실 무대 설치 및 보건실 확충
- 2008년 4월 25일 인조잔디운동장 시설
- 2012년 1월 25일 학교울타리, 현수막 게시대 시설
- 2012년 7월 31일 유치원 복합놀이시설 교체
- 2012년 10월 10일 어린이 놀이시설(체육시설) 교체 및 정비
- 2012년 11월 20일 장애인 편의시설 및 화장실 신축
- 2013년 1월 20일 교실 앞면 인테리어 공사
- 2013년 6월 26일 생태 연못 조성
- 2013년 12월 9일 물메 학교 마을도서관 개관
- 2014년 3월 1일 제19대 장승심 교장선생님 부임(초빙)
- 2015년 1월 9일 2층 다목적강당(물메마루) 증축, 외부페인트
- 2015년 2월 12일 전교생 시집 물메의 노래 1호 발간
- 2016년 2월 5일 제43회 졸업(남9, 여5, 계14) 졸업생 총 932명
- 2016년 3월 2일 2016학년도 입학식(남 6, 여 9, 계 15명)
- 2016년 4월 26일 유네스코학교 가입
- 2017년 2월 10일 전교생 시집 물메의노래 3호(연필미용사)
- 2017년 2월 10일 제44회 졸업(남8, 여7, 계 15) 졸업생 총 947명
- 2018년 3월 1일   제20대 강병희 교장 부임
- 2019년 3월 4일 2019학년도 입학식(남 15, 여 7, 계 22명)

## 참고 자료
- 물메초등학교 - 한국교육학술정보원 학교알리미